# William Astbury
William Thomas Astbury (* 25. Februar 1898 in Longton (heute zu Stoke-on-Trent); † 4. Juni 1961 in Leeds) war ein englischer Physiker und Molekularbiologe. Seine Arbeit an Keratin bildet die Grundlage für Linus Paulings Entdeckung der α-Helix. Er befasste sich aber auch mit der Struktur der DNA und machte die ersten Schritte zur Erläuterung besagter Struktur.

## Jugend und Studium
Er wurde in Longton geboren als viertes von sieben Kindern. Sein Vater, William Edwin Astbury, war Töpfer. Mit seinem jüngeren Bruder Norman teilte er die Liebe zur Musik.
Auch William Astbury wäre ebenfalls Töpferer geworden, hätte er nicht ein Stipendium an der Longton High School bekommen, wo sein Interesse von Schuldirektor und stellvertretenden Schuldirektor, beides Chemiker, gefördert wurde. Nach der High School bekam er ein Stipendium für das Jesus College der Universität Cambridge Chemie, Physik und Mathematik. Nach zwei Semestern in Cambridge musste er sein Studium wegen des Ersten Weltkriegs unterbrechen, kehrte jedoch nach Cambridge zurück und beendete sein Studium.

## Röntgenstrukturanalytische Arbeiten
1921 ging er nach London zu William Henry Bragg, dessen Labor am University College London (ab 1923 das Davy-Faraday-Labor der Royal Institution) ein Zentrum der Röntgenstrukturanalyse in Großbritannien war. 1926 machte er Röntgenaufnahmen von Wolle für eine Vorlesung von Bragg, was zum Ausgangspunkt seiner weiteren Forschung wurde. Im Jahr 1928 erhielt Astbury einen Ruf an die Universität Leeds, wo er die Struktur von Faserproteinen wie Keratin, einem Bestandteil der Wolle, und Collagen mit Unterstützung der Textilindustrie untersuchte. Diese Substanzen ergaben röntgendiffraktographisch keine scharfen Linien wie Kristalle, anhand der Muster konnte die mögliche Struktur jedoch eingegrenzt werden.
In den dreißiger Jahren stellte Astbury fest, dass sich das Röntgenbeugungsmuster von feuchter Wolle stark veränderte. Anhand der Daten postulierte er eine Helix-Struktur (α-Helix) und für gestreckte Fasern eine neue β-Struktur. Diese Vermutungen erwiesen sich später als qualitativ richtig. Linus Pauling, der ca. 20 Jahre später die richtige Detailstruktur entdeckte, behielt Astburys Nomenklatur bei.
Astbury war auch der Erste, der eine Wasserstoffbrückenbindung zur Stabilisierung von Proteinstrukturen vorschlug. Die Röntgenstrukturuntersuchungen von Proteinen wie Myosin und Fibrin zeigten ebenfalls, dass diese in einer Helix-Struktur und gefaltet vorlagen. Astbury untersuchte zusammen mit seiner Doktorandin Florence Bell auch schon früh DNA-Proben, konnte aber mit den erhaltenen Daten die Struktur nicht deuten. Bessere Röntgenstrukturbilder lieferten später Maurice Wilkins und Rosalind Franklin.
Astbury erhielt viele Auszeichnungen und Ehrungen.

## Werke
- W.T. Astbury und H.J. Woods: The Molecular Weights of Proteins. In: Nature. Band 127, 1931, S. 663–665.
- W.T. Astbury und A. Street: X-ray studies of the structures of hair, wool and related fibres. I. General. In: Trans. R. Soc. Lond. A230, 1931, S. 75–101.
- W.T. Astbury: Some Problems in the X-ray Analysis of the Structure of Animal Hairs and Other Protein Fibers. In: Trans. Faraday Soc. Band 29, 1933, S. 193–211.
- W.T. Astbury und H.J. Woods: X-ray studies of the structures of hair, wool and related fibres. II. The molecular structure and elastic properties of hair keratin. In: Trans. R. Soc. Lond. A232, 1934, S. 333–394.
- W.T. Astbury und W.A. Sisson: X-ray studies of the structures of hair, wool and related fibres. III. The configuration of the keratin molecule and its orientation in the biological cell. In: Proc. R. Soc. Lond. A150, 1935, S. 533–551.